# Aziz Behich
Aziz Eraltay Behich, född 16 december 1990, är en australisk fotbollsspelare som spelar för Melbourne City. Han spelar även för Australiens landslag.

## Klubbkarriär
Den 27 juli 2022 värvades Behich av skotska Dundee United, där han skrev på ett tvåårskontrakt. Den 6 augusti 2023 blev Behich klar för en återkomst i Melbourne City, där han skrev på ett tvåårskontrakt. Den 31 januari 2024 lånades Behich ut till saudiska Al Nassr på ett låneavtal över resten av säsongen 2023/2024.

## Landslagskarriär
Behich debuterade för Australiens landslag den 14 november 2012 i en 2–1-vinst över Sydkorea, där han blev inbytt i den 57:e minuten mot Carl Valeri. Behich har varit en del av Australiens trupp vid Asiatiska mästerskapet 2015, Fifa Confederations Cup 2017, VM 2018, Asiatiska mästerskapet 2019, VM 2022 och Asiatiska mästerskapet 2023.